# قياس مساواة
قياس المساواة هو القياس الذي يكون متعلق محمول صغراه موضوعا في الكبرى، فإن استلزامه لا بالذات بل بواسطة مقدمة أجنبية؛ حيث تصدق بتحقيق الاستلزام، كما في قولنا: أ مساو ب، وب مساو ج، وأ مساو ج إذ المساوي للمساوي للشيء مساو لذلك الشيء؛ وحيث لا يصدق ولا يتحقق، كما في قولنا أ، نصف ب وب نصف لج فلا يصدق أ نصف لج لأن نصف النصف ليس بنصف بل بربع.